# Christoph D. Garlichs
Christoph D. Garlichs (* 10. Februar 1964 in Oldenburg) ist ein deutscher Kardiologe und Angiologe. Er ist seit 2013 Chefarzt der Medizinischen Klinik des Diako Krankenhauses Flensburg.

## Herkunft und Ausbildung
Garlichs wurde als zweites von vier Kindern des Ulrich Garlichs (einem Bruder von Ariane Garlichs und Dietrich Garlichs) und dessen Ehefrau Ingeborg geb. Stahmer in Oldenburg geboren. Nach dem Abitur am Hindenburg-Gymnasium in Oldenburg 1984 und einer Ausbildung zum Bankkaufmann von 1984 bis 1986 studierte er Humanmedizin an der Freien Universität Berlin.

## Berufliche Entwicklung
Garlichs promovierte mit einer Arbeit aus dem Gebiet des gefäßwirksamen Stoffwechsels der Granulozyten zum Dr. med. Nach der Weiterbildung zum Internisten spezialisierte er sich weiter zum Kardiologen und Angiologen. Im Jahre 2008 wurde ihm die venia legendi als Privatdozent und außerplanmäßiger Professor an der Medizinischen Klinik 2 – Kardiologie, Angiologie der Universität Erlangen verliehen. Außerdem wurde er dort Geschäftsführender Oberarzt. 2012 wurde er von der Universität Erlangen-Nürnberg zum Professor ernannt. 2013 ging Garlichs als Chefarzt nach Flensburg.

## Schwerpunkte der Tätigkeit
Garlichs ist außerdem Mitglied des Ende 2011 durch die Universität Erlangen-Nürnberg aufgelegten interdisziplinären Forschungsprojekts „EFI Emerging Fields Initiative“, das feststellen soll, ob und ggf. in welcher Weise am besten Gewebe und Organe für Heilzwecke gezüchtet werden können.

## Veröffentlichungen (Auswahl)
- Christoph D. Garlichs u. a. 2009: CD40/CD154 system and pro-inflammatory cytokines in young healthy male smokers without additional risk factors for atherosclerosis. Inflamm Res. 2009 Jun;58(6):306-11]
- Christoph D. Garlichs u. a. 2004: Delay of neutrophil apoptosis in acute coronary syndromes.  J Leukoc Biol 2004 May;75(5):828-35. Epub 2004 Jan 23
- Christoph D. Garlichs u. a. 2003: Upregulation of CD40-CD40 ligand (CD154) in patients with acute cerebral ischemia. Stroke. 2003 Jun;34(6):1412-8. Epub 2003 May 22
- Christoph D. Garlichs u. a. 2001: Upregulation of CD40 and CD40 ligand (CD154) in patients with moderate hypercholesterolemia. Circulation 2001 Nov 13;104(20):2395-400
- Christoph D. Garlichs u. a. 2000: Decreased plasma concentrations of L-hydroxy-arginine as a marker of reduced NO formation in patients with combined cardiovascular risk factors. J Lab Clin Med. 2000 May;135(5):419-25
- Christoph D. Garlichs u. a. 1999: Beta-blockers reduce the release and synthesis of endothelin-1 in human endothelial cells. Eur J Clin Invest. 1999 Jan;29(1):12-6